# União Progressista (França)
A União Progressista, também chamada de “Grupo Isambert”, foi o nome dado, entre 1894 e 1902, a um grupo parlamentar na Assembleia Nacional Francesa da Terceira República Francesa. Desempenhando um papel intermediário entre a ala esquerda dos republicanos moderados e os radicais, prenunciou a reestruturação política provocada pelo “Caso Dreyfus” após 1898.

## Histórico
O grupo foi criado em 1º de junho de 1894, em resposta à política de apaziguamento em relação aos católicos franceses que haviam se unido à República, uma política conhecida como a política do "Espírito Novo", adotada pela maioria "oportunista" dos republicanos governantes.
Fiéis ao anticlericalismo inicial dos gambettistas da União Republicana e ansiosos por restabelecer uma política de concentração republicana que incluísse os radicais, mas excluísse os socialistas, os deputados da ala esquerda dos oportunistas, bem como alguns radicais, então se uniram em torno do gambettista Gustave Isambert.
No início de 1896, o grupo contava não apenas com 45 membros "exclusivos", mas também com 90 membros registrados em outros grupos parlamentares (incluindo a “Esquerda Radical”), o que não facilitava sua coerência política e explicava inúmeras deserções. A maioria dos cerca de vinte membros ativos do grupo liderado por Isambert decidiu então formar um grupo fechado, cujas deliberações eram reservadas exclusivamente aos membros da União Progressista.
Com 95 membros após as eleições legislativas de 1898, a União Progressista agora se opunha claramente aos progressistas de centro-direita que apoiavam Jules Méline. Durante o Caso Dreyfus, sua posição foi acompanhada por uma seção dos progressistas liderada por Pierre Waldeck-Rousseau, incluindo Maurice Rouvier, Raymond Poincaré e Louis Barthou. A União Progressista, portanto, apoiou a política do governo de Defesa Republicana, que era dreyfusista e claramente de esquerda. Em 1901, chegou a enviar uma delegação ao primeiro congresso do Partido Radical (PR).
Após as eleições legislativas de 1902, o grupo, que então contava com mais de 70 membros, foi uma das principais expressões parlamentares do partido de centro-esquerda “Aliança Republicana Democrática (ARD)".